# Porzellan-Manufaktur Burgau a.d. Saale Ferdinand Selle
Die Porzellan-Manufaktur Burgau a.d. Saale Ferdinand Selle war eine Fabrik in Burgau bei Jena, die 1901 von Ferdinand Selle gegründet wurde. Als Mitglied im 1907 gegründeten Deutschen Werkbund hatte er gute Kontakte zu zeitgenössischen Künstlern und konnte für einige Services namhafte Entwerfer gewinnen, mit denen er Erfolge in der Fachwelt und auf Messen erzielte: Henry van de Velde, Albin Müller, Albert Gessner, Franz Seeck, Rudolf und Fia Wille, Else Wenz-Viëtor sowie Erich Kuithan wurden für Selles Manufaktur tätig.
In seiner Eigenschaft als Berater unternahm der belgische Architekt und Designer van de Velde mehrere Inspektionsreisen durch die Region. 1902 führte ihn sein Weg auch nach Jena-Burgau: „Sie ist meines Wissens die erste Fabrik, deren Betrieb einzig auf die Fabrikation von Gegenständen im ‚modernen Stil‘ gerichtet ist“, urteilte im Dezember 1902 Henry van de Velde, der künstlerische Berater des Großherzogs Wilhelm Ernst von Sachsen-Weimar-Eisenach, in seinem Spezialbericht über die Porzellanfabriken im Großherzogtum. Gemeint war modernes und preiswertes Haushaltsgeschirr, Zierporzellan, Mokkatassen und Gastronomiegeschirr. Es gab 14 verschiedene Serviceformen mit mehr als 50 Dekoren.
Die Burgauer Porzellan-Manufaktur nahm gemeinsam mit anderen Firmen 1906 an der Kollektiv-Ausstellung Weimarischer Kunstgewerben im einheitlich ausgestatteten Raum nach Entwurf des Herrn Prof. H. van de Velde in Dresden teil. Diese Dritte Deutsche Kunstgewerbeausstellung gab einen entscheidenden Impuls zur Gründung des Deutschen Werkbunds, zu der Henry van de Velde beratend beigetragen hatte und dem sich Selle anschloss. Formen und Dekore der Burgauer Produktion orientierten sich an ästhetischen Positionen, wie sie vom Deutschen Werkbund formuliert wurden: Im Zentrum stand die Formgebung bestimmt durch den Zweck, das Material und die Konstruktion.
1910 führte die Manufaktur einen Entwurf für Tafel- wie auch Kaffee- und Teeservice von Albin Müller aus und wurde sogleich bei der Leipziger Herbstmesse begeistert angenommen. Im selben Jahr gewann das Service mit dem Namen Professor Müller bei der Weltausstellung in Brüssel eine Goldmedaille. Die Meißener Porzellanmanufaktur hatte den Entwurf ein Jahr zuvor wegen Unrealisierbarkeit abgelehnt.
Nach dem Erlöschen der Firma 1929 übernahm die Rudolstädter Manufaktur Albert Stahl & Co. die Formen und produzierte weiter bis in die fünfziger Jahre. Obwohl die Porzellan-Manufaktur Burgau in der kurzen Zeit ihres Bestehens sehr bemerkenswerte Stücke hervorbrachte, ist sie heute fast in Vergessenheit geraten.